# Seigneur des neiges et des ombres
 (mars 2023).
Si vous disposez d'ouvrages ou d'articles de référence ou si vous connaissez des sites web de qualité traitant du thème abordé ici, merci de compléter l'article en donnant les références utiles à sa vérifiabilité et en les liant à la section « Notes et références ».
Seigneur des neiges et des ombres (en anglais : Lord of snow and shadows est le premier volet de la trilogie de fantasy Les Larmes d'Artamon de la romancière anglaise Sarah Ash. Il a été publié en 2003 et traduit en français en 2006.